# Серебрякова, Муза Павловна
Му́за Па́вловна Серебряко́ва (1924—2002) — директор Научной библиотеки Томского государственного университета (1974—1987), заслуженный работник культуры РСФСР (1981), участник Великой Отечественной войны.

## Биография
Серебрякова М. П. родилась в 1924 году в г. Тулуне Иркутской области. В 1941 году окончила среднюю школу в г. Новосибирске. В апреле 1942 году добровольцем ушла на фронт и в составе отдельного батальона воздушного наблюдения, оповещения и связи участвовала в боевых действиях на Западном, Юго-Западном, Сталинградском, 4-м Украинском, 1-м Белорусском фронтах. Имеет боевые награды.
После войны окончила исторический факультет Томский государственный педагогический институт (1949). Работала преподавателем в ТГПИ (1949—1951), была на партийной работе (1951). С 1952 по 1957 год работала преподавателем Томского электромеханического института инженеров железнодорожного транспорта (ТЭМИИТа), в 1957—1961 годах заведовала библиотекой этого вуза.
В Научной библиотеке Томского государственного университета работала с 1961 по 1987 год, сначала заведующей отделом обслуживания, затем заместителем директора, а с 1974 по 1987 год — директором.
Серебрякова М. П. являлась председателем Совета вузовских библиотек Западной Сибири, Томского методического объединения, членом президиума Центральной научно-методической комиссии Минвуза СССР. 
В 1981 году ей присвоено почётное звание «Заслуженный работник культуры РСФСР».

## Семья
Муж — В. А. Зибарев (1922—1992) — доктор исторических наук, профессор.
Сыновья: А. В. Зибарев (1952) — доктор химических наук, профессор, работает в Новосибирском институте органической химии им. Н. Н. Ворожцова СО РАН и Новосибирском государственном университете; П. В. Зибарев (1955—2012) — доктор технических наук, профессор, работал в Томском государственном архитектурно-строительном университете.